# M2o
m2o je italijanska radijska postaja s sedežem v Milanu, dostopna pa je tudi na nekaterih delih zahodne Slovenije. Oddajati je začel 21. oktobra 2002. Lastnik te postaje je Gruppo Editoriale L'Espresso. Od leta 2019 je odgovorni urednik postaje Albertino. Program se je takrat povsem spremenil, večino do takrat zaposlenih so odpustili. Slogan m2o je Piu Musica, kar pomeni več glasbe. V Sloveniji je dostopen na frekvencah 100,5 in 100,7, po uradnih podatkih je imel leta 2008 pol milijona poslušalcev.

## Seznam DeeJayev
- Above & Beyond
- Alberto Remondini
- Alex Nocera
- Andrea Mazza
- Andrea Rango
- Armin Van Buuren
- Benny Benassi
- Carl Cox
- Chiara Robiony
- Dino Brown
- Dj Danger
- Dj Osso
- Dj Ross
- Fabio Amoroso
- Fabio De Vivo
- Fish
- Francesco Tarquini
- Gabry Ponte
- Luca Martinelli
- Marcello Riotta
- Massimiliano Troiani
- Milly de Mori
- Molella
- Paolo Bolognesi
- Paul Oakenfold
- Paul Van Dyk
- Prevale
- Prezioso
- Promise Land
- Provenzano DJ
- Renée La Bulgara
- Roberto Molinaro
- Simone Girasole
- The Stunned Guys
- Tiesto

## Seznam oddaj
- A State Of Trance (Armin Van Buuren) (od 2008)
- Beatbox (Fish) (od 2009)
- Boulevard Robiony (Chiara Robiony) (od 2007)
- Dual Core (Alberto Remondini) (od 2009)
- Dual Core Anni 80/Happy Edition (Dj Osso) (od 2008)
- Elektroset (Andrea Mazza) (od 2009)
- G.D.C.-Girls Dj Club (Chiara Robiony in Renée La Bulgara) (od 2006)
- Gamepad (Tarquini in Prevale) (od 2006)
- Global (Carl Cox) (od 2010)
- House Deelay (Alex Farolfi in Paolo Rossato) (od 2001)
- I'm 2o (Alex Nocera in Fabio De Vivo) (od 2010)
- Kick-Off (Tarquini in Prevale) (od 2005)
- Kunique (od 2009)
- La Noche Escabrosa (od 2007)
- Less Conversation  (od 2010)
- m2o Club Chart (Molella) (od 2008)
- m2o / musica allo stato puro (Luca Martinelli) (od 2009)
- Mena Meno (Fabio Amoroso) (od 2009)
- Millybar (Milly De Mori) (od 2006)
- Mollybox (Molella) (od 2010)
- M To Go (Simone Girasole in Leandro Da Silva) (od 2002)
- No Stress (Marcello Riotta) (od 2009)
- Notte Zero DB (Brainstorm, Andrea Mnemonic in Stunned Guys) (od 2002)
- Passworld (Henry Pass e Paolo Bolognesi) (od 2008)
- Planet Perfecto (Paul Oakenfold) (od 2010)
- Pop-Up (Lauretta) (od 2008)
- Prezioso In Action (Giorgio Prezioso) (od 2007)
- Provenzano DJ Show (Provenzano DJ) (od 2008)
- Real Trust (Roberto Molinaro) (od 2004)
- Soul Cookin' (Massimiliano Troiani) (od 2009)
- Soundzrise (Andrea Rango) (od 2008)
- Stardust (Paolo Bolognesi) (od 2002)
- The Bomb (DJ Ross) (od 2008)
- The Clash (Provenzano DJ in Promiseland) (od 2008)
- Tiesto's Club Life (Tiesto) (od 2008)
- To The Club (od 2009)
- Trance Around The World (Above & Beyond) (od 2008)
- Trance Evolution (Andrea Mazza) (od 2005)
- Underground Music Club (od 2009)
- Vonyc Sessions (Paul Van Dyk) (od 2009)